# リンバン空港
リンバン空港（リンバンくうこう、英: Limbang Airport）は、マレーシアのサラワク州リンバンにある空港である。

## 概要
リンバン中心部から南へ約5kmに位置する。
- 航空管制：マレーシア民間航空局
- 運用時間 (MST) ：6:30 - 18:30
- ILS：なし

## 就航航空会社と就航都市

### 国内線
| 航空会社 | 就航地                             |
| -------- | ---------------------------------- |
| MASwings | ミリ空港（ミリ）、シブ空港（シブ） |